# عصر التنوير
عصر التنوير (المعروف أيضًا باسم «عصر العقل») هو حركة فكرية، وفلسفية هيمنت على عالم الأفكار في القارة الأوروبية خلال القرن الثامن عشر.

انبثق عصر التنوير عن حركة أوروبية فكرية علمية معروفة باسم حركة «النهضة الإنسانية». إذ يعتبر البعض كتاب الأصول الرياضية للفلسفة الطبيعية -الذي ألفه نيوتن عام 1687- أول الأعمال التنويرية الرئيسية. يحدد المؤرخون الفرنسيون بداية عصر التنوير بالفترة ما بين وفاة لويس الرابع عشر في فرنسا في عام 1715 واندلاع الثورة الفرنسية -في عام 1789- التي أنهت نظام الحكم القديم، بينما يحددون نهاية هذا العصر مع بداية القرن التاسع عشر. نشر الفلاسفة والعلماء في تلك الحقبة أفكارهم على نطاق واسع من خلال إجراء اللقاءات العلمية في الأكاديميّات والمحافل الماسونية، والصالونات الأدبية، والمقاهي، ومن خلال الكتب المطبوعة والصحف والمنشورات. قوّضت أفكار عصر التنوير السلطة الملكية وسلطة الكنيسة، ومهدت الطريق أمام الثورات السياسية في القرنين الثامن عشر والتاسع عشر. تعود مجموعة متنوعة من الحركات الفكرية في القرن التاسع عشر، بما في ذلك الليبرالية والحركة الكلاسيكية الحديثة، بأصولها الفكرية إلى عصر التنوير. ولقد كان للعالم الإسلامي دور في تاريخ الفكر التنويري، قام العلماء المسلمون مثل ابن رشد وابن سينا بدراسة الأفكار الإغريقية، الأمر الذي أدى إلى تطويرها، وإلى خلق مجالات علمية جديدة. فمن خلال ترجمة ابن رشد وتعليقاته حول أرسطو تم تقديم الفكر النقدي العقلاني إلى أوروبا. وقد دُرِّست الأطروحات التي قدمها ابن رشد في الجامعات الأوروبية الأولى مثل باريس، وبولونيا، وبادوا، وأكسفورد.

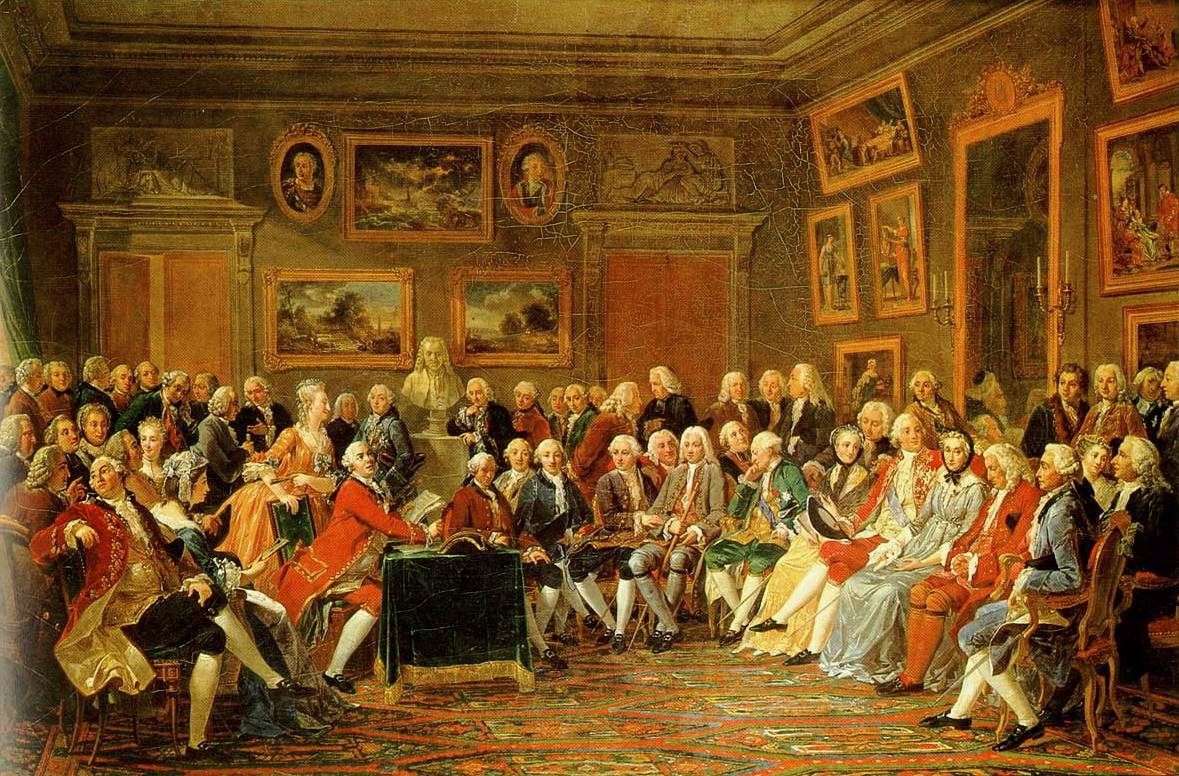
لوحة لتشارلز جابريل لمونير، تمثل قراءة لمأساة ڤولتير، يتيم الصين (1755)، في صالون مدام جيوفرين في شارع سانت-أونوريه. الشخصيات الأكثر شهرة تجمعوا حول اتمثال ڤولتير وهم، روسو، مونتسكيو،، ديدرو وكوت دالمبرت، بوفون، كونديلاك، كيناي وريشيليو.

 اشتمل التنوير على مجموعة من الأفكار التي تركز على سيادة العقل والأدلة على الحواس بوصفها مصدرًا أساسيًا للمعرفة، وعلى المثل العليا كالحرية والرقي والتسامح والإخاء والحكومة الدستورية وفصل الكنيسة عن الدولة. تضمنت المبادئ الأساسية لفلاسفة التنوير في فرنسا الحرية الفردية والتسامح الديني، مقابل الملكية المطلقة والعقائد الثابتة للكنيسة الكاثوليكية الرومانية. يتميز التنوير بالتركيز على المنهج العلمي وعلى الاختزالية فضلًا عن التشكيك المتزايد بالعقائد الدينية، وهو الموقف التي سلط عليه الفيلسوف كانت الضوء في مقالته «تجرأ على المعرفة».

## لمحة عامة
أجاب إيمانويل كانت عن سؤال ما هو التنوير؟ بقوله:" إنه خروج الإنسان عن مرحلة القصور العقلي وبلوغه سن النضج أو سن الرشد." كما عرَّف القصور العقلي على أنه "التبعية للآخرين وعدم القدرة على التفكير الشخصي أو السلوك في الحياة أو اتخاذ أي قرار بدون استشارة الشخص الوصي علينا." ومن هذا المنظور جاءت صرخته التنويرية لتقول: "اعملوا عقولكم أيها البشر! لتكن لكم الجرأة على استخدام عقولكم! فلا تتواكلوا بعد اليوم ولا تستسلموا للكسل والمقدور والمكتوب. تحركوا وانشطوا وانخرطوا في الحياة بشكل إيجابي متبصر. كما حذر من الطاعة العمياء للقادة أو لرجال الدين كما حصل في دولة بروسيا لاحقاً.[وصلة مكسورة].

## الفلسفة
عبّدت فلسفة رينيه ديكارت العقلانية الطريق للتفكير التنويري. لم تكن محاولته لتأسيس العلم على أساس ميتافيزيقي آمن ناجحةً بقدر منهجه في الشك المطبقة على المجالات الفلسفية التي أدت إلى عقيدة ازدواجية للعقل والمادة. نُقّح مبدأ الشك لرينيه ديكارت من خلال جون لوك في عمله «مقال خاص بالفهم البشري» ومن بعده كتابات ديفيد هيوم في أربعينيات القرن الثامن عشر. خضع ازدواجية ديكارت لتحدي تأكيد سبينوزا الذي لا يهدأ لوحدة المادة من خلال كتابيه «رسالة في اللاهوت والسياسة» و«أخلاقيات».
وفقًا لجوناثان إسرائيل، رسم الكتابين خطين منفصلين للفكر التنويري؛ الأول التنوع المعتدل، ويتبع رينيه ديكارت وجون لوك وكريستيان وولف، سعى هذا الخط للمواءمة بين الإصلاح والأنظمة التقليدية للسلطة والدين، والثاني التنوير الراديكالي، الذي استلهم طريقه من فلسفة سبينوزا، ويناصر الديمقراطية والحرية الفردية وحرية التعبير وتقويض السلطة الدينية. مال التنوع المعتدل ليكون ربوبيًا، بينما فصل الميل الراديكالي كليًا بين الأخلاق واللاهوت. واجهت خطوط التفكير تلك معارضة في نهاية المطاف من تيار محافظ مضاد للتنوير سعى للرجوع إلى الدين.
في منتصف القرن الثامن عشر، أصبحت باريس مركز النشاط الفلسفي والعلمي الذي يتحدى العقائد التقليدية والدوغمات. قاد تلك الحركة الفلسفية فولتير وجان جاك روسو، اللذان احتجا من أجل مجتمع يقوم على العقل مثلما كان المجتمع في اليونان القديمة بدلًا من الإيمان والعقيدة الكاثوليكية، ومن أجل نظام مدني جديد يقوم على القانون ومن أجل العلم الذي يقوم على التجربة والملاحظة. قدم الفيلسوف السياسي مونتسيكيو فكرة فصل السلطات في الحكومة، وهو مفهوم تبناه كُتّاب دستور الولايات المتحدة بحماس. رغم أن فلاسفة التنوير الفرنسي لم يكونوا ثوريين وكانوا من طبقة النبلاء، لعبت أفكارهم دورًا هامًا في تقويض شرعية النظام القديم وتشكيل الثورة الفرنسية.
وصف فرانسيس هاتشسون، وهو فيلسوف أخلاقي، النفعية والمبدأ العواقبي أن الفضيلة هي التي توفر، بكلماته، «أعظم سعادة لأكبر عدد». أغلب ما اشتُقّ في المنهج العلمي (طبيعة المعرفة، الدليل، التجربة والسببية) وبعض الأساليب الحديثة نحو العلاقة بين الدين والعلم طورت من قبل طلابه ديفيد هيوم وآدم سميث. أصبح هيوم شخصية هامة في التراث الفلسفي الشكوكي والتجريبي.
حاول إيمانويل كانت (1724-1804) موافقة العقلانية مع الإيمان الديني، الحرية الفردية مع السلطة السياسية، إضافة لرسمه رؤية حول المناخ العام من خلال المنطق العام والخاص. أكمل عمل كانت تشكيل الفكر الألماني وفي الواقع كل الفلسفة الأوروبية حتى القرن العشرين.

كانت ماري وولستونكرافت إحدى أوائل الفيلسوفات النسويات في إنجلترا  والتي احتجت من أجل مجتمع يقوم على العقل وأن النساء إضافة للرجال يجب معاملتهم ككائنات عقلانية. أشهر أعمالها هو «دفاعًا عن حقوق المرأة».

## العلوم
لعبت العلوم دورًا مهمًا في الخطاب والفكر التنويري. كان للعديد من الكتاب والمفكرين في عصر التنوير خلفيات عملية وربطوا التقدم العلمي مع الإطاحة بالدين والسلطة التقليدية لصالح تطوير حرية التعبير والفكر. تضمن التقدم العلمي خلال عصر التنوير اكتشاف ثاني أكسيد الكربون (الهواء الثابت) من قبل الكيميائي جوزيف بلاك، وحجة الزمن السحيق من قبل الجيولوجيّ جيمس هوتون. واختراع محرك البخار المكثف بواسطة جيمس واط. استخدمت تجارب لافوازييه لإنشاء أول مصانع كيميائية حديثة في باريس، ومكنتهم تجارب الأخوان مونغولفييه من إطلاق أول رحلة مأهولة في منطاد الهواء الساخن في 21 نوفمبر 1783 من شاتو دي لا مويت، بالقرب من بوا دي بولوني.
تضمنت المساهمات واسعة النطاق لليونهارت أويلر في الرياضيات (1707-1783) نتائج رئيسية في التحليل ونظرية الأعداد والطوبولوجيا والتوافقيات ونظرية البيان والجبر والهندسة (من بين مجالات أخرى). وفي الرياضيات التطبيقية، قدّم مساهمات أساسية في الميكانيكا والهيدروليكا والصوتيات والبصريات وعلم الفلك. استقر في الأكاديمية الإمبراطورية للعلوم في سانت بطرسبرغ (1727-1741)، ثم في برلين في الأكاديمية الملكية البروسية للعلوم والفنون الجميلة (1741-1766)، وعاد أخيرًا إلى سانت بطرسبرغ في الأكاديمية الإمبراطورية (1766-1783).
بشكل عام، قدّر العلم التنويري بشكل كبير التجريبية والفكر العقلاني وكان جزءًا لا يتجزأ من نموذج التنوير للتقدم والارتقاء. قسمت دراسة العلوم، تحت عنوان الفلسفة الطبيعية، إلى الفيزياء وتكتل يجتمع فيه الكيمياء والتاريخ الطبيعي، وتضمنت علم التشريح وعلم الأحياء والجيولوجيا وعلم المعادن وعلم الحيوان. كما هو الحال مع معظم وجهات نظر التنويرية، لم تُرَ فوائد العلم عالميًا؛ انتقد روسو العلوم لإبعادها الإنسان عن الطبيعة وعدم العمل لجعل الناس أكثر سعادة. سيطرت الجمعيات والأكاديميات العلمية على العلم خلال عصر التنوير، والتي حلت إلى حد كبير محل الجامعات كمراكز للبحث العلمي والتطوير. كانت المجتمعات والأكاديميات أيضًا العمود الفقري لنضج المهنة العلمية. تطور مهم آخر كان تعميم العلم بين السكان المتعلمين بشكل متزايد. قدم الفلاسفة للجمهور العديد من النظريات العلمية، وعلى الأخص من خلال الإنسيكلوبيدي والترويج للنيوتونية بواسطة فولتير وإميل دو شاتليه. اعتبر بعض المؤرخين القرن الثامن عشر فترة رتيبة في تاريخ العلوم. ومع ذلك، فقد شهد القرن تطورات كبيرة في ممارسة الطب والرياضيات والفيزياء؛ تطوير علم التصنيف البيولوجي؛ فهم جديد للمغناطيسية والكهرباء؛ ونضج الكيمياء كنظام، أرسى أسس الكيمياء الحديثة.
نشأت الأكاديميات والجمعيات العلمية من الثورة العلمية كخالقين للمعرفة العلمية على عكس المدرسة المدرسية في الجامعة. خلال عصر التنوير، أنشأت بعض المجتمعات روابط مع الجامعات أو احتفظت بها، لكن المصادر المعاصرة ميزت الجامعات عن المجتمعات العلمية من خلال الادعاء بأن فائدة الجامعة كانت في نقل المعرفة بينما تعمل المجتمعات لخلق المعرفة. عندما بدأ دور الجامعات في العلم المؤسسي يتضاءل، أصبحت المجتمعات العلمية حجر الزاوية في العلوم المنظمة. أسِست الجمعيات العلمية الرسمية من قبل الدولة لتقديم الخبرة الفنية. مُنحت معظم الجمعيات إذنًا للإشراف على منشوراتها الخاصة، والتحكم في انتخاب الأعضاء الجدد وإدارة المجتمع. بعد عام 1700، أسِس عدد هائل من الأكاديميات والجمعيات الرسمية في أوروبا وبحلول عام 1789 كان هناك أكثر من سبعين جمعية علمية رسمية. بالإشارة إلى هذا النمو، صاغ برنارد دي فونتينيل مصطلح «عصر الأكاديميات» لوصف القرن الثامن عشر.
بدأ تأثير العلم أيضًا في الظهور بشكل أكثر شيوعًا في الشعر والأدب خلال عصر التنوير. أصبحت بعض الأشعار مشبعة بالمجاز والصور العلمية، بينما كتبت قصائد أخرى مباشرة عن الموضوعات العلمية. التزم السير ريتشارد بلاكمور بالنظام النيوتوني بالشعر في «الخلق، قصيدة فلسفية في سبعة كتب» 1712. بعد وفاة نيوتن عام 1727، ألفت القصائد على شرفه لعقود. كتب جيمس تومسون (1700-1748) قصيدته في ذكرى نيوتن، والتي حزن فيها على فقدان نيوتن، لكنها أشادت أيضًا بعلمه وإرثه.

## مجال السياسة
لطالما أُشيد بالتنوير على أنه أساس الثقافة السياسية والفكرية الغربية الحديثة. جلب التنوير التحديث السياسي إلى الغرب، وذلك فيما يتعلق بتعريف القيم الديمقراطية ومؤسساتها وبناء ديمقراطيات حديثة وليبرالية. تلقت هذه النظرية قبولًا واسعًا بين الباحثين الناطقين بالإنجليزية، وعززتها الدراسات الشاملة التي أجراها روبرت دارنتون وروي بورتر وأحدثها دراسات جوناثان إسرائيل.

### نظريات الحكم
أسند جون لوك، أحد أكثر مفكري عصر التنوير تأثيرًا، فلسفته المتعلقة بالحكم إلى نظرية العقد الاجتماعي، وهو موضوع تغلغل في الفكر السياسي لحركة التنوير. واكب الفيلسوف الإنجليزي توماس هوبز هذا النقاش الجديد بعمله اللفياثان عام 1651. وضع هوبز أيضًا بعض أساسيات الفكر الليبرالي الأوروبي: حق الفرد؛ والمساواة الطبيعية بين جميع البشر؛ والخاصية المفتعلة للنظام السياسي (التي أدت لاحقًا إلى التمييز بين المجتمع المدني والدولة)؛ والرأي القائل بأن كل سلطة سياسية شرعية يجب أن تكون «تمثيلية» ومنبثقة من موافقة الشعب؛ وتخريج ليبرالي للقانون الذي يترك الشعب حرًا في فعل ما لا يحظره القانون صراحة.
وضع لوك وروسو نظريات العقد الاجتماعي في رسالتين في الحكم المدني ومقالة في اللامساواة، على الترتيب. وإن اختلفت أعمالهم اختلافًا كبيرًا، إلا أن لوك وهوبز وروسو اتفقوا على أن عقدًا اجتماعيًا - تكون فيه سلطة الحكومة رهن موافقة المحكومين - يكون ضروريًا للإنسان حتى يعيش في مجتمع مدني. يعرّف لوك حالة الطبيعة بأنها حالة يكون فيها البشر عقلانيين ويتبعون القانون الطبيعي، الذي يولد بموجبه جميع البشر متساوون ولهم الحق في الحياة والحرية والملكية. لكن، عندما يخالف أحد المواطنين قانون الطبيعة، يدخل كل من المعتدي والضحية في حالة حرب، يكاد يكون من المستحيل التحرر منها. لذلك، قال لوك إن الأفراد يدخلون إلى المجتمع المدني لحماية حقوقهم الطبيعية من خلال «قاض غير متحيز» أو من خلال هيئة مشتركة، مثل المحاكم، للاستئناف أمامها. على النقيض من ذلك، يعتمد مفهوم روسو على الافتراض القائل بأن «الإنسان المدني» فاسد، في حين أن «الإنسان الطبيعي» ليس لديه رغبة لا يستطيع تحقيقها بنفسه. لا تُستأصل حالة الطبيعة من الإنسان الطبيعي إلا حين تنشأ حالة اللامساواة المرتبطة بالملكية الخاصة. قال روسو إن الأفراد ينضمون إلى المجتمع المدني عبر العقد الاجتماعي لتحقيق الوفاق مع الحفاظ على الحرية الفردية. يتجسد هذا في سيادة الإرادة العامة، وهي الهيئة التشريعية الأخلاقية والجمعية التي يشكلها المواطنون.
يشتهر لوك بتصريحه بأن الأفراد لهم الحق في «الحياة والحرية والملكية» واعتقاده بأن الحق الطبيعي في الملكية مشتق من العمل. كتب أنتوني آشلي كوبر، إيرل شافتسبري الثالث، الذي تلقى تعليمه على يد لوك، في عام 1706: «هناك نور عظيم ينتشر في جميع أنحاء العالم خاصة في هاتين الدولتين الحرتين، إنجلترا وهولندا؛ اللتان تتحول إليهما شؤون أوروبا الآن». أثرت نظرية لوك في الحقوق الطبيعية على العديد من الوثائق السياسية، بما في ذلك إعلان استقلال الولايات المتحدة وإعلان الجمعية التأسيسية الوطنية الفرنسية لحقوق الإنسان والمواطن.
جادل الفلاسفة القول بأن وضع أساس تعاقدي للحقوق من شأنه أن يفضي إلى تشكيل آلية السوق والرأسمالية والمنهج العلمي والديني والتسامح وتنظيم الدول في جمهورياتِ حكمٍ ذاتي من خلال الوسائل الديمقراطية. من وجهة النظر هذه، فإن ميل الفلاسفة بالذات لتطبيق العقلانية على كل مشكلة هو التغيير الأساسي.
على الرغم من هيمنة منظري العقد الاجتماعي على معظم الفكر السياسي للتنوير، فقد انتقد كل من ديفيد هيوم وآدم فيرغسون هذا المعسكر. يجادل مقال هيوم حول العقد الأصلي بأنه نادرًا ما تظهر الحكومات المستمدة من الموافقة وأن الحكومة المدنية ترتكز على سلطة الحاكم وقوته المعهودتان. توافق الرعية ضمنيًا على سلطة الحاكم وذلك لسبب محدد ألا وهو أن سلطته تكون على حساب هذه الرعية ويقول هيوم إن الرعية «لن تتخيل أبدًا أن موافقتها جعلته حاكمًا»، بل إن السلطة فعلت ذلك. وبالمثل، لم يؤمن فيرغسون بأن المواطنين يبنون الدولة، بل إن نظم الحكم تنشأ من التنمية الاجتماعية. في مقالته عام 1767 حول تاريخ المجتمع المدني يستعين فيرغسون بالمراحل الأربع للتقدم، وهي نظرية كانت شائعة جدًا في اسكتلندا في ذلك الوقت، لشرح كيف يتقدم البشر من مجتمع الصيد وجمع الثمار إلى مجتمع تجاري ومدني دون «توقيع» عقد اجتماعي.
تستند نظريات العقد الاجتماعي الخاصة بكل من روسو ولوك على التسليم جدًلا بالحقوق الطبيعية، والتي ليست نتيجة للقانون أو العرف، ولكنها خواص امتلكها جميع البشر في مجتمعات ما قبل السياسة، وبالتالي فهي عالمية وراسخة (أي غير قابلة للتصرف). قدم جون لوك أشهر صيغ الحق الطبيعي في الأطروحة الثانية، حين عرض حالة الطبيعة. بالنسبة إلى لوك، فإن قانون الطبيعة يرتكز على الأمن المتبادل أو فكرة أنه لا يمكن لأحد أن ينتهك الحقوق الطبيعية للآخر، لأن جميع البشر متساوون ويملكون نفس الحقوق الراسخة. تشمل هذه الحقوق الطبيعية المساواة الكاملة والحرية، وكذلك الحق في الحفاظ على الحياة والملكية. جادل لوك أيضًا ضد العبودية على أساس أن استعباد النفس يتعارض مع قانون الطبيعة لأنه لا يمكن لأحد أن يتنازل عن حقوقه: حرية الفرد مطلقة ولا يمكن لأحد أن يأخذها منه. بالإضافة إلى ذلك، يجادل لوك بأنه لا يمكن لأحدهم أن يستعبد شخصًا آخرًا لأنه أمر مستهجن أخلاقيًا، إلا أنه نوّه بالقول إن استعباد الأسير الشرعي في وقت الحرب لا يتعارض مع الحقوق الطبيعية للفرد.
باعتبارها أثرٌ ممتدٌ لعصر التنوير، ظهرت معتقدات غير دينية عبر عنها الكويكرز أولًا ثم الإنجيليون البروتستانت في بريطانيا والولايات المتحدة. بالنسبة لهذه الجماعات، أصبحت العبودية «بغيضة لديننا» و«جريمة في نظر الله». أُضيفت هذه الأفكار إلى تلك التي عبر عنها مفكرو عصر التنوير، مما دفع الكثيرين في بريطانيا إلى الاعتقاد بأن العبودية «ليست فقط منافية للأخلاق وغير فعالة اقتصاديًا، ولكنها أيضًا غير حكيمة سياسيًا». أدت هذه المُثل في النهاية إلى إلغاء العبودية في بريطانيا والولايات المتحدة.

### حكم مطلق مستنير
لم يكن قادة التنوير ديمقراطيين بالضرورة، إذ غالبًا ما رأوا في الملوك المطلقين مفتاحًا لفرض الإصلاحات التي أعدها المثقفون. ازدرى فولتير الديمقراطية وقال إن الملك المطلق يجب أن يكون مستنيرًا ويجب أن يتصرف وفقًا لما يمليه العقل والعدالة – بعبارة أخرى، أن يكون «ملكًا فيلسوفًا».
في العديد من الدول، رحب الحكام بقادة التنوير في البلاط وطلبوا منهم المساعدة في إعداد قوانين ومخططات لإصلاح النظام، وعمومًا لبناء دول أقوى. يطلق المؤرخون على هؤلاء الحكام «طغاة مستنيرون». كان من بينهم فريدريك العظيم ملك بروسيا وكاترين العظيمة إمبراطورة روسيا وليوبولد الثاني ملك توسكانا وجوزيف الثاني ملك النمسا. كان جوزيف متحمسًا للغاية، وأعلن عن العديد من الإصلاحات التي لم تحظ بدعم يذكر حتى اندلعت الثورات وأصبح نظامه مهزلة من الأخطاء ونُقضت جميع مخططاته تقريبًا. حكم كبار الوزراء أيضًا مثل الماركيز الأول لبومبال في البرتغال ويوهان فريدريش ستروينسي في الدنمارك وفقًا لمُثل التنوير. في بولندا، عبّر نموذج دستور عام 1791 عن مُثل التنوير، ولكنه سرى لمدة عام واحد فقط قبل تقسيم الأمة بين دول الجوار. كانت الإنجازات الثقافية أكثر ديمومة، وخلقت روحًا قومية في بولندا.
رأى فريدريك العظيم، ملك بروسيا من عام 1740 إلى عام 1786، في نفسه زعيمًا لعصر التنوير ورعى الفلاسفة والعلماء في بلاطه في برلين. كان فولتير، الذي تعرض للسجن وسوء المعاملة من قِبل الحكومة الفرنسية، حريصًا على قبول دعوة فريدريك للعيش في قصره. أوضح فريدريك: «وظيفتي الأساسية هي محاربة الجهل والتحامل ... تنوير العقول وغرس الأخلاق وإسعاد الشعب بالقدر الذي يناسب يلائم الطبيعة البشرية، وبما تسمح به الوسائل المتاحة لي».

## عصر التنوير ونقد العقل
يذكر المؤرخون حقبة العصر اليوناني القديم وبالأخص وقت انتشار أفكار المؤلفين السفسطائيين وذلك لنقد القوانين ذات الأصول الإلهية والتجسيم الديني. ويمكن حصر التنوريين في الفيلسوف ديموقريطوس، الفلاسفة الذرييون، الفلاسفة الرواقيون والمتشككين، لا سيما أبيقور الذي يريد تحرير الناس من الخوف، الناجم عن الدين والآلهة والموت. والفلاسفة المسلمون مثل ابن رشد وابن سينا والفارابي الذي أحدثوا ثورة فكرية لدى أوروبا في القران الثالث عشر.
قد أدرك لوك أن التنوير يرغب في التوفيق بين الفلسفة والفيزياء النيوتونية، مسندا للعقل تحديد إمكانياته والتي تفوق حدوده، بغض النظر عن كل الحقائق التي وجدت بطريقة بديهية أو فطرية.
ويبدو أن الإيمان بالعقل، جنبا إلى جنب مع النموذج التجريبي للعلوم النيوتونية، تجعل من الممكن اكتشاف قوانين ليس فقط للعالم الطبيعي، ولكن أيضا قوانين التطور الاجتماعي. أن الاستخدام الصحيح للعقل، يمكن أن يكون أحد وسائل التقدم غير المحدود للمعرفة والتقنيات والأخلاق: هذا الاعتقاد سوف تتناوله وتعززه المذاهب الوضعية لاحقا.
منذ البداية يعتقد التنويرين أن جزءا كبيرا من البشر، رغم أنهم أحرار، سعداء ببقائهم قصّر مدى حياة. وبهذة الحالة يعيش الإنسان في خمول وجبن، لعدم وجود الشجاعة للبحث عن الحقيقة.
وفي أي حال، نتيجة للهذة الحالة من عدم الاختيار من السهل لمعظم المكرة واصحاب السلطة بناء على هذا الدليل: إذا كنت أمتلك كتاب يفكر لي، ومدير روحي يفكر لي... إذن لم أعد بحاجة للتفكير لي. لست في حاجة للتفكير، إذا كان من الممكن أن أدفع فقط...»
يهتم المعلمون بسجن الجبناء والكسالى في عربة صغير للأطفال» خوفاً من المخاطر التي قد تحدث لهم إذا حاولوا المشي وحدهم، فلن يتعلم الإنسان المشي دون أن يسقط، ولكن هذا الخوف من السقوط، يبقيهم أطفال طوال حياتهم.
يجب على التنويرين حماية الإنسان وتعليمه ان يصبح ناضج وقادر على الاعتماد على نفسه، وأن يستخدم عقله للتحرر من المعتقدات الغريزية في الحقائق المعطاة، سواء تلك الفطرية التي تشكلت في ميدان المعرفة، أو تلك المستوحاة من الأديان .
يرفض العقل كل شيء لا تنبع منه بهدف إنشاء الحدود الخاصة به: فالعقل يستطيع أن يدرك كل اشكال المعرفة.
هذا سوف يحدث بتطبيق نقد العقل، من خلال التحليل، والنقاش، والجدل في مواجهة تلك التجربة التي ليست فقط وقائع مادية ولكن أيضا اجتماعية وتاريخية:
«من مبادئ العلوم لأساسيات الوحي، من الميتافيزيقيا للقضايا الأساسية للذوق، من الموسيقى إلى الأخلاق، من النزاعات اللاهوتيين الدراسية للقضايا الاقتصادية، من القانون الطبيعي لتلك الوضعي، وباختصار للمشاكل التي تؤثر علينا عن كثب أكثر إلى تلك التي تمسنا مباشرة، كل شيء يناقش، يمكن تحليله.

## المهمة التربوية للمفكر

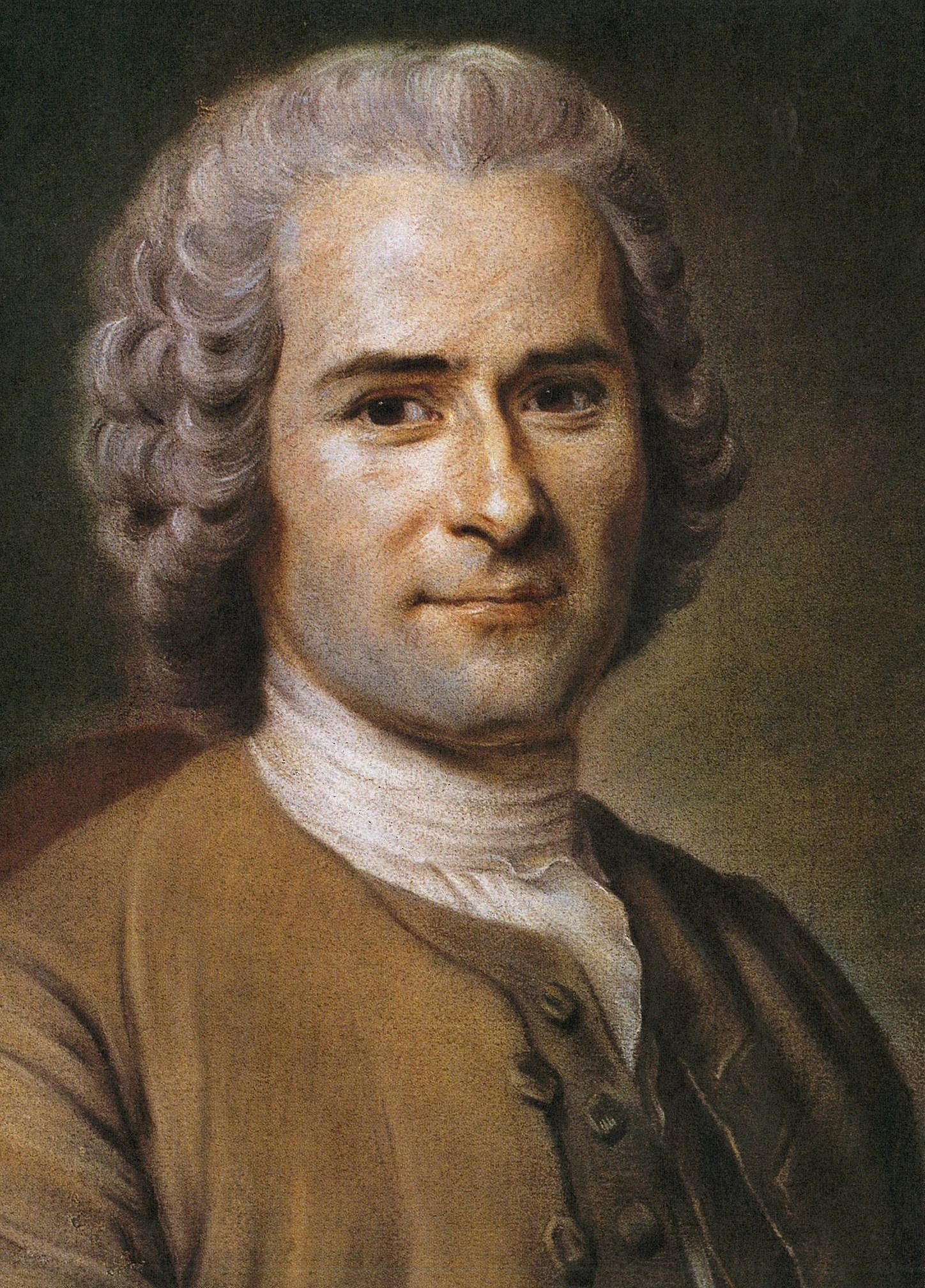
جان جاك روسو

يجب أن تكون مهمة التنويرين المثقفين، الذين يطلقون على أنفسهم فلاسفة، التشجيع على إعمال العقل:
هذة مسئولية المفكر أمام المجتمع الذي يعيش فيه: مهمة تربوية للتحرر من الميتافيزيقيا، والظلامية الدينية، من طغيان النظام الملكي المطلق. هذا البرنامج التعليمي حسب جان-جاك روسو سوف يعني إعادة الإنسان إلى حالته الأولية للطبيعة عن طريق تحويل الخير العفوي للحالة الطبيعية لانتصار واعي ونهائي لعقلانيته. حيث أن

## العقل التنويري
إن التعريف التنويري للعقل بعيد كل البعد عن التعريف التقليدي الذي يغلبه التأملية: هو الآن تصور توظيفي وفني: وأثبت صلاحيته بالنتائج العملية التي يحققها: العقلانية صالحة إذا كانت قادرة على شرح وترتيب الأحداث استناداً إلى قوانين النظام العقلاني.
العقل، والطبيعة، والعفوية يتوافقوا في الرؤية التنويرية مع الاعتقاد أن الطبيعة قد وهبت كل إنسان قدرة غريزية على الفهم، مما يجعله مساوياً لجميع الآخرين بشرط أن يتم تحريره من فساد الخرافات والجهل.
الإنسان، المتحرر من قاذورات السلطة، يستخدم عقله بشكل صحيح وتلقائي (وفقا للتنويرين يظهر السلوك الطبيعي فيما يسمى «الهمجي النبيل») في المضي قدما في بناء الدولة حيث القوانين، غير مستبدة، التي تستند إلى الحقوق الطبيعية.

### أسطورة الهمجي النبيل
وكان «الهمجي النبيل» أسطورة استناداً إلى الاعتقاد بأن الأنسان كان أصله حيوان طيب ومسالم، ولكن فسد بمرور الوقت بسبب المجتمع والتقدم. في الثقافة التهذيبية في القرن الثامن عشر اعتبرت «الهمجي النبيل» جدير بالأحترام، أكثر نبلا في التعليم المتحضر.
وعلى الرغم من أن مصطلح «الهمجي النبيل» قد ظهر بالفعل في 1672 بعد الاستيلاء على غرناطة من قبل جون درايدن (1672). أعيد أحياء التمثيل المثالي «لسيد الطبيعة» في المذهب الحسي في القرن اللاحق.
ويجسد مفهوم «الهمجي النبيل» الاعتقاد بأن قبل الحضارة كان البشر أساسا خيرون، والاسس التي قامت عليها البشرية تعتمد على مذهب خيرية البشرية، والتي عبر عنها انطوني سافتسبوري في العقد الأول من القرن الثامن عشر :«البحث في بساطة الخلق، وهذا السلوك البرئ، الذي يظهر جليا في الهمجيين؛ قبل أن تتلفه تجارتنا».
تغذت أسطورة الهمجي النبيل من البعثات التبشيرية اليسوعية، التي بدأت في القرن السابع عشر في أمريكا الجنوبية، لا سيما في باراغواي، وتمثلت في إنشاء مراكز (تبشيرية هندية) لتبشير الشعوب الأصلية بهدف خلق مجتمع بالسمات الخيرية للمجتمع المسيحي الأوروبي، وتخلو من الرذائل والجوانب السلبية. كان الهنود الأكثر ملائمة بصفة لهذا المشروع حيث طبيعتهم تتقبل التعاليم اليسوعية. وما جعلهم يجسدوا الخيرية الأولية للإنسان البدائي ميولهم الفنية للطبيعة وخاصة الموسيقى.
في عصر التنوير عمل روسو على نشر فكرة الهمجي النبيل، مؤكدا في العقد الاجتماعي: ولد الإنسان حرا ولكن قيد بعد ذلك بالقيود. أجابه ڤولتير بنوع من السخرية: «عندما قرأت الكتاب شعرت برغبة في المشي على أربع، ولكن للأسف فقدت هذه العادة لأكثر من ستين عاماً ولا يمكنني أن أستأنفها الآن».

## عصر التنوير
عصر التنوير: بهذا المفهوم، الذي يسلط الضوء على الأصالة ومميزات الانفصال عن الماضي، انتشرت في أوربا الحركة الفكرية للتنويريين الفرنسيين الذين تعمقت جذورهم في الثقافة الإنجليزية. وعرف فولتير ومونتسكيو وفونتانيلي كمبشريين لهذه الفلسفة الإنجليزية ألتى تقوم على العقل التجريبي والمعرفة العلمية، العناصر الأساسية لفكر لوك ونيوتن وديفيد هيوم والذين يرجعوا بدورهم لأفكار فرانسس بيكون.
إذا كان التنوير قد يغلب عليه الطابع الفرنسي فذلك يرجع للظروف التاريخية خاصة في فرنسا في القرن الثامن عشر. أن تطور الطبقة البرجوازية خلال عهد الملك لويس الرابع عشر كان مكفولاً بالاستبداد الملكي، ويقوم على التمييز بين الحاشية والعامة. حيث أعطى حرية العمل وحرية الفكر ولكن بما لا يتعارض مع السلطة. تطورت البرجوازية، بالإضافة لحركة فروندا الارستقراطية وحركة هوغونوتيون، اللاتي تمارسن نقدها سراً، وانضم لها الممولين الجديدة، ودائني الدولة ولكن دون سلطة سياسية والذين عبروا عن معارضتهم في جمعيات سرية مثل الماسونية، وبقدر ما هو مكبوت احتجاجتهم السياسية بقدر ما ستبرز الافكار التنوير الفرنسية، والتي مقارنتا بالإنكليزية، أقل تقيدا من السلطة السياسية، وسوف تصبح الممثلة للتنوير بشكل عام.

### الصالونات الأدبية

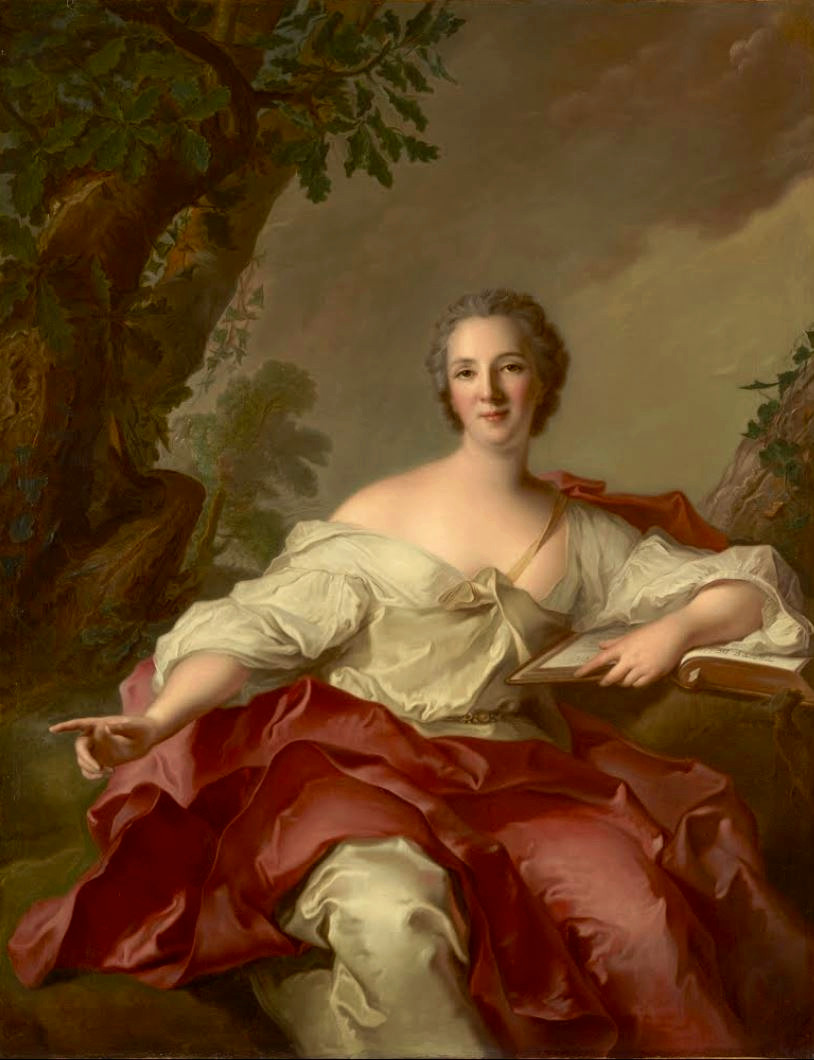
مدام جيوفرين

وظيفة اجتماعية وسياسية في عصر التنوير كانت تعقد في الصالونات الأدبية. وهو تقليدي ثقافي وجد في فرنسا منذ عهد الملك لويس الرابع عشر عندما كان يجتمع بشكل دوري لدى سيدة العالم على منضدة الحكماء.
نُظمت اللقاءات الثقفية بين النبلاء والإصلاحيين الأرستقراط الفرنسيين الذين كانوا يدعون دائمًا لمنازلهم المفكرين المعروفين أو غير المعروفين لمناقشة قضايا أو مواضيع خاصة، كما كان الحال في صالون مدام جيوفرين، الت كانت تدعوا كبار الشخصيات الأدبية والفلسفية مثل ماريفوكس، ديدرو، جريم، هلفتيوس أو في صالون البارون هولباتش، أول رئيس لفندق الفلسفة، الذي التقى في بيتة ديدرو وكوت دالمبرت وهلفتيوس ومارمونتيل وراينال وجريم والقس غالين وفلاسفة آخرين. وفي العموم كان يقرأ في الصالونات أعمال قضائية سياسيًا هرطقية عن الإستبداد الملكي أو مناقشة كل ما يدور خارج عالم الصالونات. في هذا المناخ الثقافي كان للمرأة دور بارز، إذ أضحت صاحبة الصالون، واستطاعت ان تسهم في نشر الفكر التنويري، وأثبتت أن للمرأة قدرات فكرية للمرأة توازي ما للرجل، وأنها ليست حكرًا على الرجل دون المرأة.

## الموسوعية ونشر المعرفة

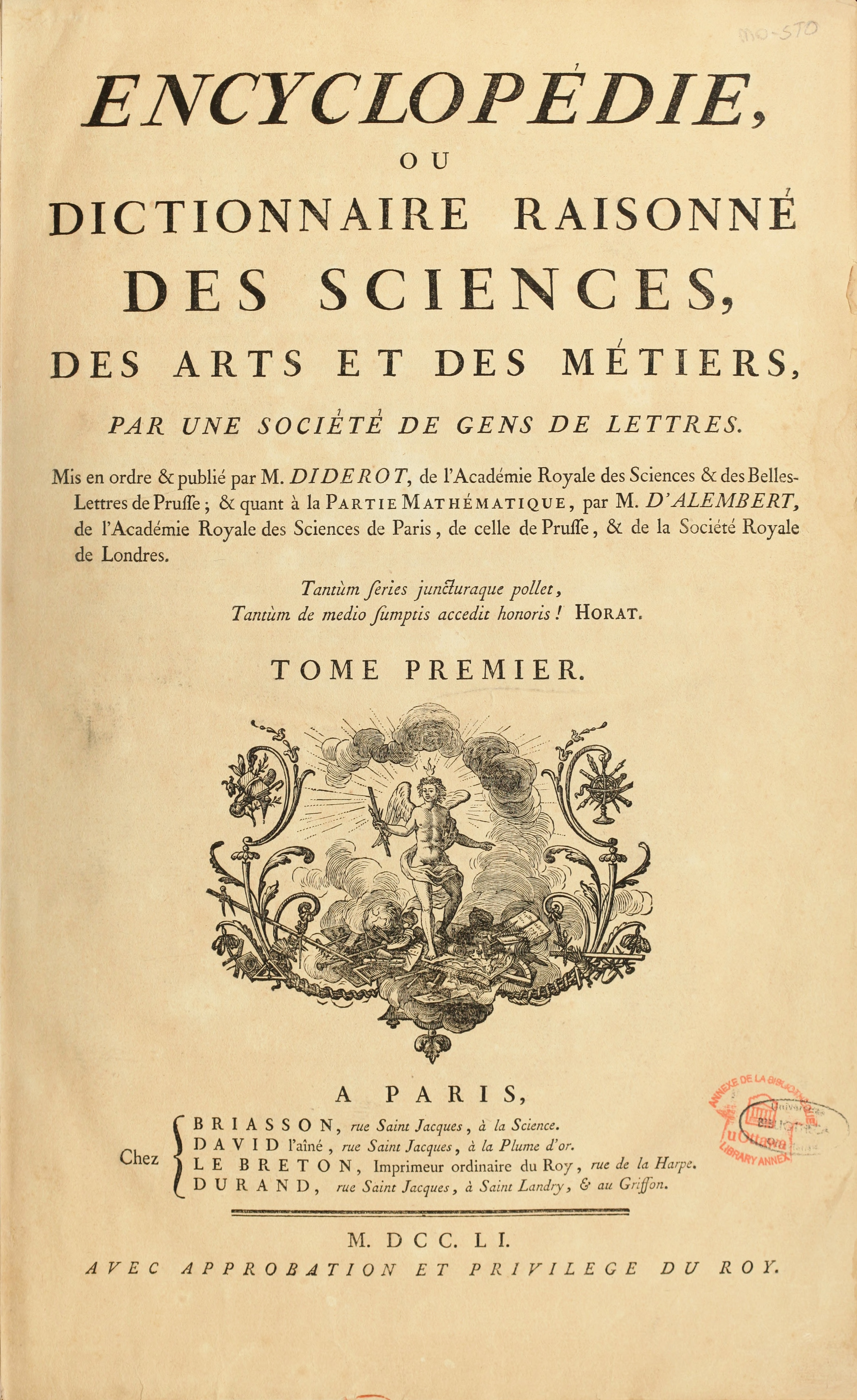
الموسوعة الرمز الأول للمعارف الجديدة للتنوير

كان رمز التنوير الفرنسي، فضلا عن أفكار فولتير، هو الموسوعة والقاموس للعلوم والفنون والحرف اليدوية، حيث صدر 11 مجلد 60,000 صوت.

## الثورات
كان عصر التنوير وما أنتجه من أفكار وضعية وعقلانية ملهماً لعدد من الثورات الاجتماعية والسياسية شهدتها أوروبا في القرنين الثامن عشر والتاسع عشر أسفرت عن قيام الدولة الحديثة. وقد ارتكز قيام هذه الدولة على وجود بيروقراطية، وقيام جيش كمؤسسة قوية ومتمتعة باستقلال نسبي، وسيادة جو من العقلنة في التنظيم. وقد سادت في هذه الدولة أنظمة سياسية بديلة من أنظمة القرون الوسطى، بحيث قامت هذه الأنظمة بانتزاع الصفة الإلهية عن سلطة الملوك فاصلة الدين عن الدولة.
شكلت هذه الحركة أساسا وإطارا للثورة الفرنسية ومن ثم للثورة الأمريكية وحركات التحرر في أمريكا اللاتينية
واتفاقية 3 مايو في كومونولث بولوني-ليثواني. كما مهدت هذه الحركة بالتالي لنشوء الرأسمالية ومن ثم ظهور الاشتراكية. بالمقابل تقارن هذه الفترة بالباروكية المتأخرة والعهود الكلاسيكية في الموسيقى، والعهد الكلاسيكي الجديد في الفنون كما شهدت بروز حركة توحيد العلوم التي تضمنت الإيجابية المنطقية.

## أعلام
أهم الفلاسفة والمفكرين في عصر التنوير كان: فولتير وجان جاك روسو وديفيد هيوم وجميعهم قاموا بمهاجمة مؤسسات الكنيسة والدولة القائمة.
ختم إيمانويل كانت عصر التنوير وجسده خير تجسيد بتوازنه الصارم وحسه الأخلاقي العالي المستوى 
شهد القرن الثامن عشر أيضا صعود نجم الأفكار الفلسفية التجريبية، وتطبيقها على الاقتصاد السياسي والعلوم والحكومات كما كانت تطبق في الفيزياء والكيمياء وعلم الأحياء.
من أهم أعلام التنوير في بريطانيا، فرانسيس بيكون، المحامي الإنجليزي الذي طالب بالاعتماد على منهج علمي جديد يقوم على أساس من التجربة. وبشّر بيكون بحالة جديدة تتحقق في المستقبل، عندما تصبح المعرفة مصدر القوة التي تمكن الإنسان من السيطرة على الطبيعة. كذلك اسحاق نيوتن، عالم الفيزياء، الذي قال بأن العالم يسير حسب مجموعة من القواعد الطبيعية تحكمها قوى عوامل الجاذبية. وأكد نيوتن أن في استطاعة الإنسان إذا اعتمد على نور العقل تفسير الظواهر الطبيعية وإدراك دوره في العالم المجهول.

## الفن
ما يميز عصر التنوير الأوروبي أنه اعتمد على الفن الروماني، لا الإغريقي القديم الذي كان أكثر حرية؛ وكان النموذج المثالي للتقليد هو إنياذة فرجيل (70-19 ق م). من هنا أعطى كورناي الأفضلية للموضوعات المستوحاة من ثقافة الإمبراطورية الرومانية وبيزنطة. وقد صبَّ التنويريون اهتمامهم الرئيسي على مسائل الجمال والتناغم والتناسب والتناسق التي هي الجوهر الحقيقي للعالم والإنسان.
إذا اعتبرنا أن عصر التنوير عصرا قصيرا، عندها يجب أن نعتبره مسبوقا بعصر العقلانية وقبله بالنهضة والإصلاح. تلا عصر التنوير الرومانسية.

## أهم الشخصيات والمنشورات
كان للثورة العلمية التي سبقت عصر التنوير تأثير كبير على فلاسفته ومفكريه. كان كل من بيكون وديكارت من بين أهم الفلاسفة السابقين الذين كان لهم تأثير كبير على انطلاق عصر التنوير، ومن بين أهم الشخصيات التنويرية: بيكاريا وسبينوزا وكانت وديدرو وهيوم وروسو وآدم سميث. حاول بعض الحكام الأوروبيين –بمن فيهم كاترين الثانية وجوزيف الثاني وفريدرش العظيم- تطبيق أفكار التنوير على التسامح الديني والسياسي، وهو ما أصبح يعرف فيما بعد باسم الحكم المطلق المستنير. ربطت العديد من الشخصيات السياسية والفكرية الرئيسية في الثورة الأمريكية نفسها بشكل وثيق مع التنوير، إذ زار بنيامين فرانكلين أوروبا مرارًا وتكرارًا، وشارك بنشاطٍ في المناقشات العلمية والسياسية فيها، وعاد بأحدث الأفكار السياسية والفكرية إلى فيلادلفيا، بينما تابع توماس جيفرسون الأفكار الأوروبية عن كثب وأدمج فيما بعد بعض مُثُل التنوير في إعلان الاستقلال، فيما ضم جيمس ماديسون هذه المثل العليا إلى دستور الولايات المتحدة أثناء صياغته في عام 1787.
تعتبر الموسوعة التي حملت اسم (إنسيكلوبيدي) -التي نُشرت في الفترة ما بين 1751 و1772 في خمس وثلاثين مجلدًا، وقام بعملية تجميعها فريق مكون من 150 عالم وفيسلوف من ضمنهم ديدرو وديلمبيرت- المنشور الأكثر تأثيرًا في عصر التنوير، وساعدت هذه الموسوعة في نشر أفكار التنوير في جميع أنحاء أوروبا وخارجها. وكان كتاب فولتير «قاموس فولتير الفلسفي» -الذي نشر في عام 1764- أيضًا واحدًا من أشهر المنشورات في عصر التنوير، إضافة إلى كتابه رسائل عن الأمة الإنجليزية الذي نشر عام 1733، وكتابي جان جاك روسو «بحث في منشأ وأسس عدم المساواة»، و «العقد الاجتماعي»، إضافة إلى كتابي آدم سميث «نظرية المشاعر الأخلاقية» الذي نشره عام 1759 وثروة الأمم المنشور عام 1776، وكتاب مونتيسكو الذي حمل عنوان «روح القوانين» والذي نُشر عام 1748. لعبت أفكار التنوير دورًا رئيسيًا في إلهام الثورة الفرنسية التي انطلقت عام 1789، وتلى الثورة -بعد عصر التنوير- ظهور حركة فكرية جديدة عرفت باسم الحركة الرومانسية.

## وصلات خارجية
- عصر التنوير على موسوعة ستانفورد للفلسفة (بالإنجليزية)
- عصر التنوير على موقع فيلبابيرس
- عصر التنوير على موقع مشروع إنديانا لعلم الوجود الفلسفي